# Stazione di Colli del Tronto
La stazione di Colli del Tronto è una fermata ferroviaria posta sulla linea Ascoli Piceno-San Benedetto del Tronto. Serve il territorio comunale di Colli del Tronto.

## Storia
La fermata di Colli del Tronto venne attivata il 10 maggio 2015.